# Pavilion Kuala Lumpur
Pavilion Kuala Lumpur, també conegut com Pavilion KL, és un centre comercial situat al districte de Bukit Bintang a Kuala Lumpur. Inaugurat el 20 de setembre de 2007, el complex consta d'un centre comercial, dos blocs d'apartaments, un bloc d'oficines i un hotel de 5 estrelles.

## Història
Pavilion Kuala Lumpur es va construir al lloc d'una antiga escola femenina, la més antiga de Kuala Lumpur, que es va traslladar al barri de Cheras amb el nom de Sekolah Seri Bintang Utara l'any 2000. Inaugurat el 2007, es troba a poca distància a peu de l'estació de Bukit Bintang MRT des del sud i de l'estació de Raja Chulan Monorail des del nord. També està connectat amb el KL Convention Centre i les Torres Petronas mitjançant una passarel·la per a vianants elevada que té aire condicionat i una longitud d'un quilòmetre.
Al Pavilion KL s'hi celebren festes promocionals i esdeveniments temàtics com ara la KL Fashion Week i el Waku Waku Japan Festival. El 2015 s'hi va exposar l'arbre de Nadal de Swarovski més alt d'Àsia com a part de la celebració del Nadal al centre comercial.

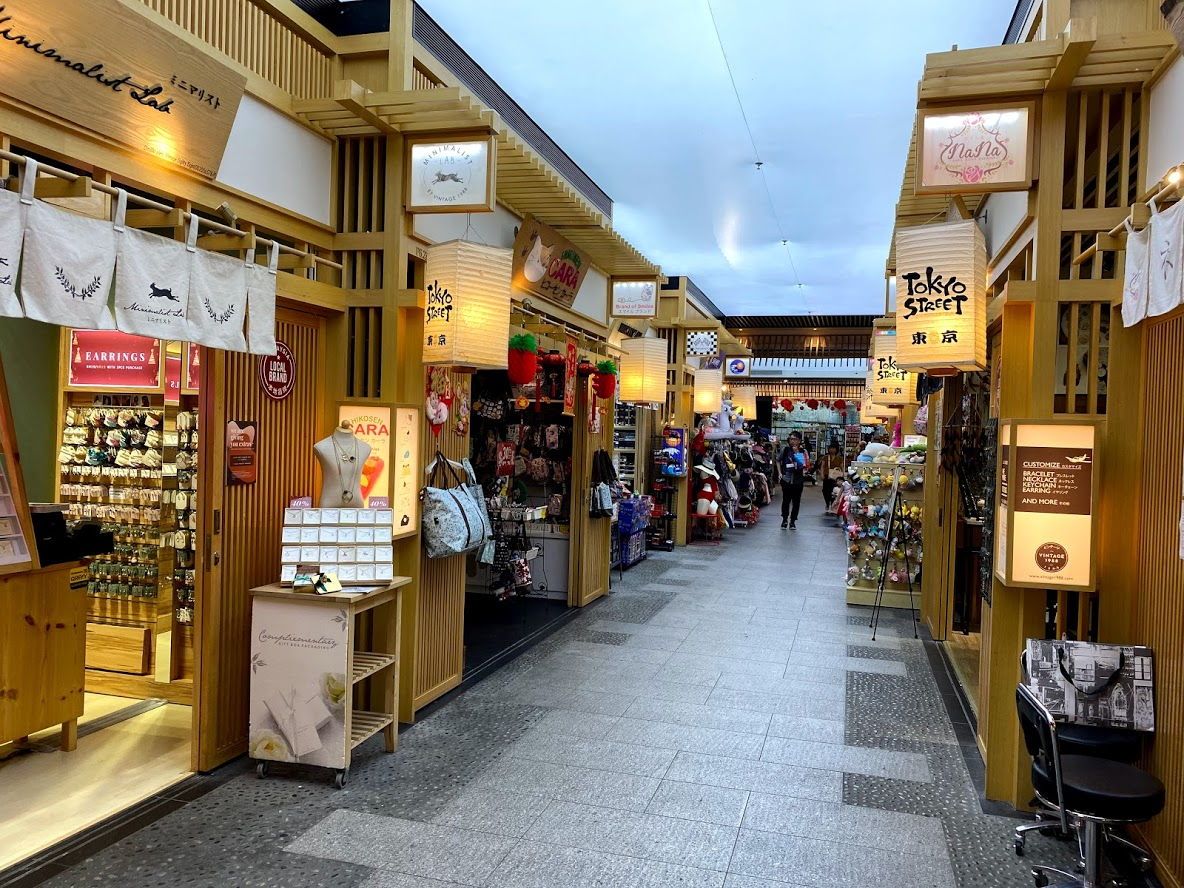
Tokyo Street

Gourmet Emporium, a la primera planta, ofereix una àmplia gamma d'opcions gastronòmiques. A prop s'hi troba un pas subterrani cap al proper centre comercial Fahrenheit 88. Situat a les plantes 2 i 3, Couture Pavilion està dedicat a algunes de les marques de moda més reconegudes del món. A l'extrem est de la planta 6, Tokyo Street és un espai de temàtica japonesa que fusiona elements tradicionals i moderns del Japó sota un mateix sostre.